# مايكل نيومان
مايكل نيومان (بالإنجليزية: Michael Neumann)‏ (من مواليد 1946) هو أستاذ الفلسفة في جامعة ترينت في أونتاريو، كندا. وهو مؤلف ماذا بقي؟ السياسة الراديكالية والنفسية الراديكالية (1988)، حكم القانون: تسييس الأخلاق (2002) والحالة ضد إسرائيل (2005)، ونشرت الأبحاث حول النفعية والعقلانية.

## الخلفية والوظيفة
نيومان هو «ابن اللاجئين اليهود الألمان»، أحدهم عالم الاجتماع السياسي البارز للنازية، فرانز ليوبولد نيومان. وقد كتب أن «مثل والدي، لقد كنت دائما ملحدا.» هو مواطن أمريكي ومقيم في كندا. تخرج نيومان بامتياز مع درجة البكالوريوس في اللغة الإنجليزية والتاريخ من جامعة كولومبيا في عام 1968، وفي عام 1975 حصل على درجة الدكتوراه في الفلسفة من جامعة تورنتو.
درس نيومان في جامعة ترينت منذ عام 1975. أصبح استاذا كاملا في عام 2003. تشمل اهتماماته في جامعة ترينت الأخلاق والفلسفة السياسية والمنطق الرسمي وفلسفة المنطق والميتافيزيقا. وقد نشر أوراق حول النفعية والعقلانية. وهو عضو هيئة التدريس في مركز الجامعة لدراسة السلطة العالمية والسياسة.
نيومان هو مؤلف ماذا بقي؟ السياسة الراديكالية والنفسية الراديكالية (1988) وحكم القانون: تسييس الأخلاق (2002). وهو أحد المساهمين المتكررين في نشرة كاونتربنش الإخبارية التي قام بتحريرها ألكسندر كوكبرن وجيفري سانت كلير، وساهمت في جمعها لعام 2003 بعنوان «سياسة معاداة السامية» في عام 2005 نشر «القضية ضد إسرائيل»، رداً على قضية من أجل إسرائيل لآلان ديرشوفيتز.

## الصراع الإسرائيلي الفلسطيني ومعاداة السامية
كتب نيومان عن معاداة السامية والصراع الإسرائيلي الفلسطيني في العديد من المقالات المنشورة في موقع / نشرة كاونتربنشكاونتربنش الإخبارية.

يحذر نيومان من مخاطر إساءة استخدام تهمة اللاسامية لتوجيه أي انتقادات لسياسات الحكومة الإسرائيلية. الاستراتيجيات التي تحاول أن تضفي نقدًا سياسيًا وإنسانيًا لسياسات إسرائيل تجاه الشعب الفلسطيني مع رذيلة التحيز اللاسامي، تخفض من قيمة المصطلح الذي يجب أن يكون محفوظًا لأولئك الذين يظهرون عداوة حقيقية ضد اليهود، كمجموعة وكأفراد، أينما هم يعيشون: 
 إن تضخيم معنى «معاداة السامية» لتشمل أي شيء يدمر إسرائيل سياسياً هو سيف ذو حدين. قد يكون من المفيد إضعاف أعدائك، لكن المشكلة تكمن في أن التضخم التعريفي، مثل أي تضخم، يخفض العملة. وكلما زاد عدد الأشياء التي يمكن اعتبارها معادية للسامية، فإن معاداة السامية الأقل سوءًا سوف تبدو سليمة. يحدث هذا لأنه بينما لا يستطيع أحد أن يمنعك من تضخيم التعريفات، فإنك لا تزال لا تتحكم في الحقائق. على وجه الخصوص، لا يوجد تعريف لمفهوم «معاداة السامية» سيؤدي إلى استئصال النسخة المؤيدة للفلسطينيين من الحقائق التي أؤيدها، كما يفعل معظم الناس في أوروبا، وعدد كبير من الإسرائيليين، وعدد متزايد من الأمريكيين الشماليين. 
 في سياق النزاع الإسرائيلي الفلسطيني، يعتقد نيومان أنه من الخطير اعتبار اللاسامية الاستنتاج بأن «اليهود، بشكل عام، يتحملون بعض المسؤولية عن جرائم الحرب وانتهاكات حقوق الإنسان.» هو يكتب: 
 إن أفضل طريقة لحجز معاداة السامية كمصطلح إدانة هي تعريفها على أنها كراهية لليهود، وليس على ما يفعلونه ولكن لما هم عليه. هو أن أكرههم لمجرد أنهم ينتمون إلى مجموعة عرقية معينة. فوكسمان محق في القول بأنك يمكن أن تكون معادياً للسامية دون التعبير عن أي مشاعر عنصرية: فالعديد من معاداة السامية يقتصرون على تقديم مزاعم كاذبة عن السيطرة اليهودية. لكن يمكنك أيضا، دون إيواء الكراهية المعادية للسامية، انتقاد إسرائيل وحتى الجالية اليهودية بسبب إخفاقاتها. 
 في مقالته «ما هو اللاسامية؟» يجادل بأنه، في ضوء التمييز السابق الذي أدلى به، يجب على المرء أن يتعامل مع الاتهامات البسيطة لمعاداة السامية في السياق المحدد للنزاع الإسرائيلي الفلسطيني: 
 «لا ينبغي لنا أبداً أن نأخذ معاداة السامية على محمل الجد، وربما ينبغي لنا أن نستمتع بها. أعتقد أنه غير مهم على وجه الخصوص للصراع الإسرائيلي الفلسطيني، ربما باستثناء تحويله عن القضايا الحقيقية». 
 ثم ذكر أن هدف إسرائيل هو انقراض الشعب الفلسطيني، مضيفًا: 
 «صحيح، لدى إسرائيل ما يكفي من المحترفين في العلاقات العامة للقضاء عليهم مع مستوى أميركي بدلاً من مستوى هتلري للعنف. هذه إبادة جماعية ألطف وأرخص تصوّر مرتكبيها كضحايا». 
 هكذا تخلص نيومان من اللا سامية العربية كمسألة مهمة في سياق النزاع الإسرائيلي الفلسطيني:
«{{{1}}}»«بلا شك هناك معاداة السامية الحقيقية في العالم العربي: توزيع بروتوكولات حكماء صهيون، الأساطير حول سرقة دماء الأطفال غير اليهود. هذا غير مبرر تمامًا. لذلك كان فشلك في الإجابة على الرسالة الأخيرة لعمة النحلة.»

ويخلص: 
 باختصار، إن الفضيحة الحقيقية اليوم ليست معاداة السامية، وإنما الأهمية المعطاة لها. ارتكبت إسرائيل جرائم حرب. وقد تورط اليهود عموما في هذه الجرائم، واليهود عموما سارعوا إلى توريط أنفسهم. هذا أثار الكراهية ضد اليهود. لما لا؟ بعض هذه الكراهية عنصرية، والبعض الآخر ليس كذلك، ولكن من يهتم؟ " 
 يتولى نيومان هذا الموقف، ولا يختلف اختلافاً جوهرياً عن موقف جون ميرشيمر وستيفن والت بأن دعم إسرائيل في الصراع الإسرائيلي الفلسطيني هو ضد المصالح الأمريكية. كما يعتبرها سبباً رئيسياً للعنف ضد الولايات المتحدة: 
 تخيل لو توقفت الولايات المتحدة عن دعم إسرائيل وقدمت دعماً معتدلاً للفلسطينيين. فجأة أصبح الإسلام وأمريكا على نفس الجانب. الحرب على الإرهاب ستصبح نزهة. إن مصداقية الديمقراطية الأمريكية ستقفز في الشرق الأوسط. 
 ومره أخرى: 
 أمريكا لا تريد على الإطلاق ما تريده إسرائيل ولم تفعله أبداً. لم يكن لدى أمريكا أدنى رغبة في قتل الفلسطينيين، وأخذ أراضيهم ومنازلهم، ودفعهم إلى اليأس. لقد تحملت أمريكا هذه الاعتداءات لأن رئيس الغوغاء قد يتحمل الأذواق الجنسية المنحرفة السادية. ولكن، كما هو الحال مع رئيس الغوغاء، لم تشارك هذه الأذواق. 
 يفضل نيومان حل الدولة الواحدة في نهاية المطاف للصراع الإسرائيلي الفلسطيني، مسبوقًا لأسباب عملية من خلال حل الدولتين. لكن في عام 2011، قال نيومان إنه لم يعد يجد خيار الدولة الواحدة قابلاً للتطبيق على الإطلاق؛ وبينما كان لا يزال يعتقد أنها كانت أفضل فكرة لمستقبل فلسطين، فقد قال بصراحة أنه لن تكون هناك أبداً أي ظروف تقبلها إسرائيل أو يتم إجبارها على الواقع من قبل الفلسطينيين وحلفائهم.
وقد تعرض موقع نيومان للهجوم من قبل الناطقين باسم الجاليات اليهودية ومعاداة السامية، من مواقف متناقضة تماما.
وردا على جزء من بعض هذه المقالات، كتب الكونغرس اليهودي الكندي (CJC) رسالة شكوى إلى رئيس جامعة ترينت.

 وبالمثل، فقد هاجمت معاداة السامية موقف نيومان الكلاسيكي والدقيق على وجه التحديد بسبب التمييز الذي قام به بين نقد سياسي لإسرائيل والعداء لليهود في حد ذاته على أسس عنصرية. وفقا لهذا الرأي المتطرف، لا يوجد مثل هذا التمييز يجب القيام به: 
 نهج نيومان هو. . . سيف ذو حدين لأنه يعزز فكرة أن إسرائيل / الصهيونية - وليس اليهود / اليهودية - هي مصدر المشاكل التي تواجه الشرق الأوسط. 

### الجدل القبلية اليهودية
كان موقع «مراجعة القبلية اليهودية» (JTR) موقعًا على الإنترنت يدّعي «توثيق التأثير اليهودي والصهيوني على الثقافة الشعبية والاقتصاد والسياسة» (وهو الآن قائمة غير صالحة). أصبح JTR مهتمًا بكتابة مايكل نيومان، وفي أواخر عام 2002 بدأ حوارًا بالبريد الإلكتروني معه. طلبت JTR مشاركة نيومان في أنشطتها، لكن نيومان، الذي يعتبر JTR لا سامي،  رفض المشاركة، موضحا موقفه على النحو التالي: 
 «إن شاغلي الوحيد هو في الواقع مساعدة الفلسطينيين، وأحاول اللعب من أجل البقاء. أنا غير مهتم بالحقيقة، أو العدالة، أو الفهم، أو أي شيء آخر، إلا بقدر ما يخدم هذا الغرض. وهذا يعني، من بين أمور أخرى، أنه إذا كان الحديث عن القوة اليهودية لا يناسب استراتيجيتي، فلن أتحدث عن ذلك.» 
 بعد ذلك، أنشأت JTR صفحة تنشر بريدهم الإلكتروني المزعوم  دون إذن نيومان. حظيت هذه الرسالة الإلكترونية باهتمام واسع النطاق في أغسطس 2003 عندما نشرت صحيفة ناشيونال بوست أحد أكثر موضوعات نيومان حماسة حول اليهود وإسرائيل. على وجه الخصوص، ونقلت نيومان في الكتابة: 
 "إذا كانت الإستراتيجية الفعالة تعني أن بعض الحقائق عن اليهود لا تظهر، فأنا لا أهتم. إذا كانت الإستراتيجية الفعالة [لمساعدة الفلسطينيين] تعني تشجيع معاداة السامية المعقولة، أو العداء المعقول لليهود، فأنا لا أهتم أيضًا. إذا كان ذلك يعني تشجيع معاداة السامية العنصرية، أو تدمير دولة إسرائيل، ما زلت لا أهتم. 
 في الجدل الذي تلا ذلك، أوضح نيومان بالضبط ما كان يقصده بهذا البيان: 
 "لن أرصد الرقابة الذاتية على كتاباتي لأنه من الممكن أن يساء استخدامها من قبل معاداة السامية، وبهذا المعنى المحدد والمحدود فقط، فإنني لا أهتم«بتشجيع معاداة السامية. تسيء معاداة السامية جميع أنواع المواد، بما في ذلك تصريحات الصهاينة الملتزمين والمهاتما غاندي. سيكون من العبث ومن المستحيل بالنسبة لي تكييف كتاباتي لتفادي مثل هذا الإساءة». 
 ومع ذلك، فقد أثار النشر شكاوى من الكونغرس اليهودي الكندي. في سبتمبر 2003، بعث نيومان برسالة ندم إلى CJC. وفقا لبيتربورو اغزمينر، «رئيس المؤتمر إد مورغان، الذي قبل خطاب الندم من نيومان، قال لـاغزمينر إنه يريد من الرسالة إغلاق الموضوع.» في صفحته الإسرائيلية-الفلسطينية  ، يتضمن نيومان «ردا مفصلا على الكونغرس اليهودي الكندي فيما يتعلق بالاعتراضات على المواد التي ظهرت على الموقع الإلكتروني لمراجعة القبلية اليهودية.»

### دعم مقاطعة الأساتذة الإسرائيليين
في يناير 2009، أعرب نيومان عن دعمه لقرار مقترح من قبل الاتحاد الكندي للموظفين العموميين (CUPE) لحظر الأساتذة الإسرائيليين من العمل في جامعات أونتاريو. وذكر نيومان أنه «إذا اعتقد الناس أن هذه ظروف قاسية وأنها سوف تحقق بعض الخير، فأعتقد أنها معقولة وربما مبررة.» وقال إن المقاطعة ليست معادية للسامية، مشيرة إلى أنها «تستهدف الأساتذة الإسرائيليين، وليس اليهود.» وذكر كذلك أن «الناس قد يكون لديهم دائما دوافع سيئة وراء دوافع جيدة. وليس من المستحيل على الإطلاق أن يشعر بعض هؤلاء الناس بمشاعر معادية للسامية في أعماقهم، ولكن هل أعتقد أن هذا يلعب دورًا كبيرًا؟ لا، أنا أقول بالتأكيد لا.»

### طلب إزالة اسم جدته من الجدار في ياد فاشيم
في فبراير 2009، طلب نيومان وشقيقه أوشا نيومان من الرئيس الإسرائيلي إزالة اسم جدته من ياد فاشيم بسبب الهجوم الإسرائيلي 2008-2009 في قطاع غزة. كتب نيومان: 
 لا أعتقد أن الشعب اليهودي، الذي ارتكبت باسمه (أي الرئيس الإسرائيلي) الكثير من الجرائم بمثل هذا التهاون الفاحش، يمكن أن يتخلص من العار الذي جلبته علينا. الدعاية النازية، على الرغم من كل افتقاراتها، لم تفسد اليهود وتفسدهم؛ لقد نجحت في هذا ... لقد قمت بتشويه أسماؤنا ليس فقط من خلال أفعالك، ولكن من خلال الأكاذيب والتهرب من الوقار، والغطرسة الغامضة والرش الذاتي الذاتي الذي تغري به تاريخنا. . . لن تدفع أبدًا ثمن جرائمك وستستمر في تطويع نفسك، لتستمتع بأوهامك في النفوذ الأخلاقي. 
 لم تعلق قيادة ياد فاشيم أبداً على الطلبات، أو أعطت أي إشارة إلى أنها قد نظرت فيها، ولم تحدث أي تغييرات في قوائم الاستشهاد اعتبارًا من يونيو 2017.

### دعوة للتحدث في البرلمان والجدل اللاحق
في أبريل / نيسان 2009، دعت الجمعية البرلمانية الكندية-الفلسطينية نيومان للتحدث في جلسة للجنة حول البرلمان، على الرغم من رفضها التعليق على سبب دعوته. أصبحت الدعوة على الفور مثيرة للجدل. أعلن حزب المحافظين أنه لن يحضر أي من أعضاء البرلمان في الخطاب. وقال متحدث باسم وزير المواطنة والهجرة، جيسون كيني، إن «السيد نيومان لديه الحق في بث وجهات نظره الضارة. النتيجة الطبيعية بالطبع هي أنه يمكننا ويجب علينا أن ننتقدها. فمزيج نيومان من رياء ونظرية المؤامرة والكراهية مقلقة تمامًا لحكومتنا.» وصرح بوب راي، ناقد الشؤون الخارجية بالحزب الليبرالي، بأن نيومان كان مخولاً بآرائه، لكن «كان مندهشاً وخائباً» من أن الجماعة البرلمانية اعتقدت أن السيد نيومان لديه شيء إيجابي يساهم به.

#### معارضة تدمير إسرائيل
في 21 أبريل / نيسان 2009، أجرى نيومان مقابلة قال فيها إن إسرائيل «دولة غير شرعية» لكنه ذكر أيضًا أنه يجب عدم تدمير إسرائيل. وقد اقتبس من كتابه «القضية ضد إسرائيل» الذي كتب فيه أن «علاج الدمار أسوأ من مرض الوجود غير الشرعي.» من الناحية العملية، سيؤدي القضاء على دولة قوية مثل إسرائيل أو الولايات المتحدة إلى مزيد من المعاناة بدلاً من تركها على قيد الحياة.»

## قائمة المراجع
- «ما تبقى: السياسة الراديكالية والراديكالية الراديكالية». عام 1988. مطبعة برودفيو. (ردمك 0-921149-22-0)
- «حكم القانون: تسييس الأخلاق». 2002. الصحافة Ashgate. (ردمك 0-7546-0525-6) ISBN   0-7546-0525-6
- «القضية ضد إسرائيل». 2005. AK الصحافة. (ردمك 1-904859-46-1) ISBN   1-904859-46-1

## روابط خارجية
- صفحة نيومان على شبكة الإنترنت في ترينت